# Martin Léonce Chabry
Pour les articles homonymes, voir Chabry.
 (février 2020).
Si vous disposez d'ouvrages ou d'articles de référence ou si vous connaissez des sites web de qualité traitant du thème abordé ici, merci de compléter l'article en donnant les références utiles à sa vérifiabilité et en les liant à la section « Notes et références ».
Martin Léonce Chabry, né le 18 avril 1832 à Bordeaux et mort le 19 juillet 1882 à Bruxelles, est un peintre français.

## Biographie
Issu d’un milieu bourgeois aisé, Chabry dit « Léonce », est encouragé par sa famille dans sa vocation artistique et entre à l’École Municipale de Dessin et de Peinture, alors dirigée par le peintre bordelais Jean-Paul Alaux. Grâce à ses contacts et à ses qualités reconnues, Chabry part pour Paris en tant que pensionnaire de la Ville de Bordeaux et en 1854, il entre dans l’atelier de Constant Troyon (1810-1865). Pendant deux ans, Chabry fait de fréquents séjours à Barbizon, il y rencontre Millet, Daubigny, Diaz, Rousseau et peut-être même Courbet avec lequel il a plus tard l’occasion de travailler en Belgique.
En 1855, à Barbizon, Chabry rencontre un artiste belgo-hollandais, Willem Roelofs (1822 - 1897) qui l’engage à visiter les Flandres. Suivant ce conseil, il s’installe quelque temps à Bruges, puis visite Bruxelles, en 1856. Il y rencontre le peintre Louis Robbe, le peintre Alfred Verwée, les frères Stevens (Joseph, le peintre animalier, Alfred, peintre de l’élégance et Arthur Stevens (nl), le marchand de tableaux). À cette époque il travaille souvent avec Verwee et Hippolyte Boulenger, à Tervuren, près de Bruxelles.
Si Chabry peut être considéré comme un des pères de l’École de Tervueren, grâce ne lui en sera jamais rendue en Belgique, « trop français », curieusement, il souffre en France d’être trop belge. Un admirateur de la première heure, le critique Camille Lemonnier, fait à ce sujet la constatation suivante : « On ne peut impunément être français en Belgique et belge en France ! ».
En 1862, à Bruxelles, il épouse Julie Collart, sœur de Marie Collart-Henrotin, artiste peintre, et soeur également d'Elisa Collart qui épousera en 1872 le marchand de tableaux Arthur Stevens.
Cette même année 1862, il s'installe à Sauternes, mais continue de participer au salon annuel de Bruxelles comme à celui de Bordeaux. En 1867, le musée de Bordeaux lui achète une première toile, suivi deux ans plus tard par le Roi des Belges, Léopold II.
Entre 1872 et 1880, Léonce Chabry représente la région de Saint-Georges de Didonne où il a acquis une maison. En effet, il souffrait d'emphysème bronchique et ses médecins lui avaient recommandé les séjours en bord de mer.
En 1881, il entreprend un long voyage en Égypte, Palestine, Syrie.
Fin juin 1882, s'ouvre à Bruxelles, une exposition personnelle de son voyage en Orient. Le Roi des Belges lui achète un second tableau, c'est la consécration. Quelques jours plus tard, le 19 juillet 1882, Léonce Chabry s'éteint à Bruxelles, emporté par une crise d'emphysème.

## Œuvres
Le Musée de Besançon conserve de lui : Marais dans les Landes ; celui de Bruxelles, Ruines de Thèbes (Egypte) ; celui de Douai : Lisière de forêt, et celui de Bordeaux : La vague et Plaine aux environs de Bruxelles.

Bords de mer
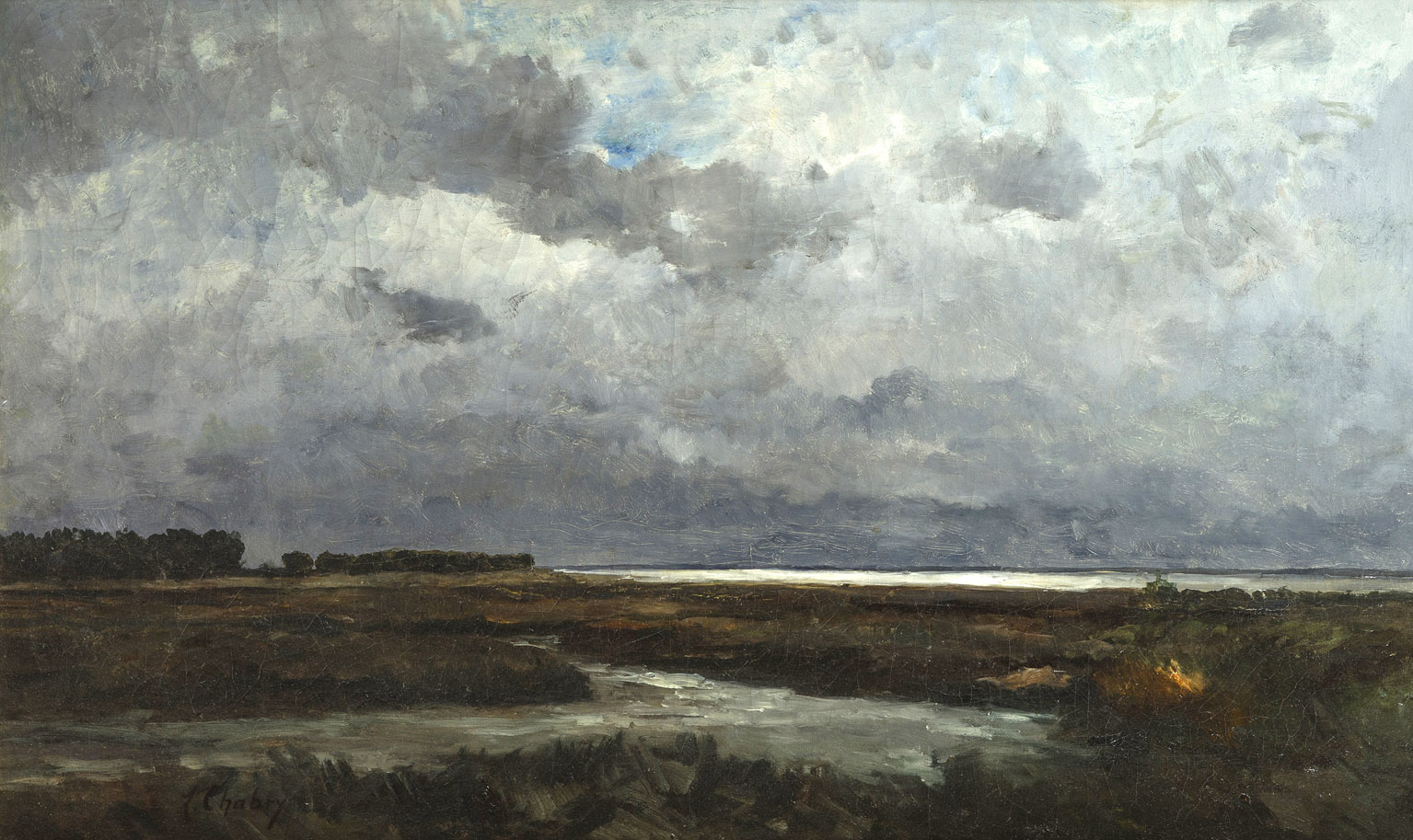
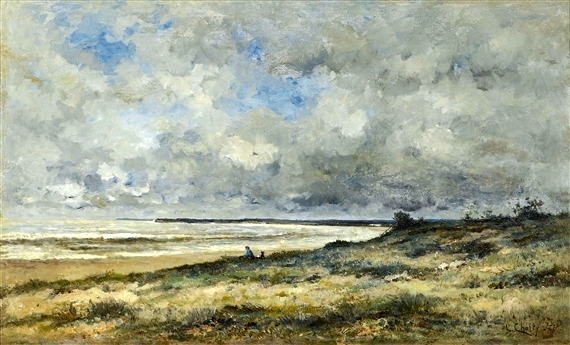
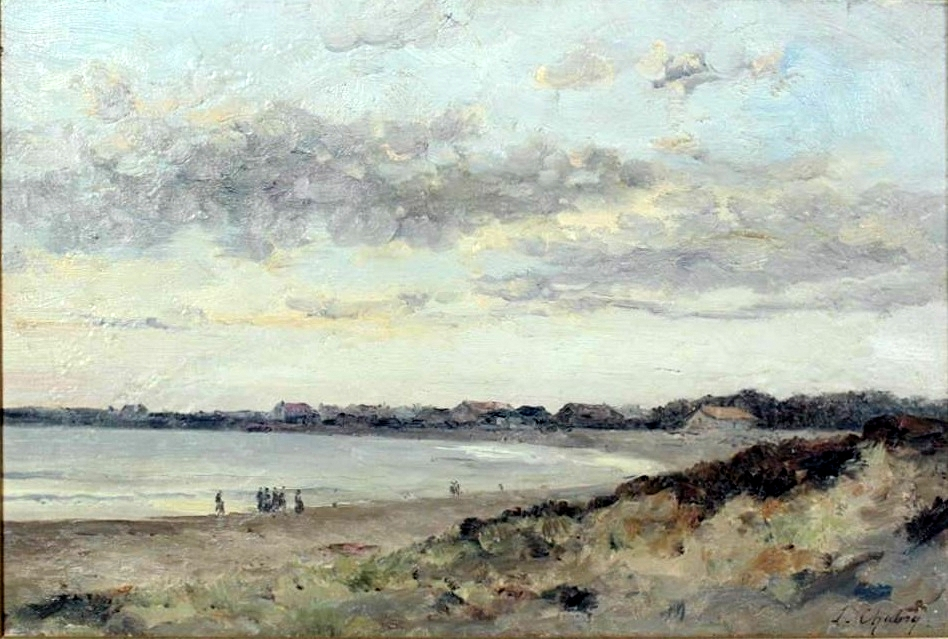
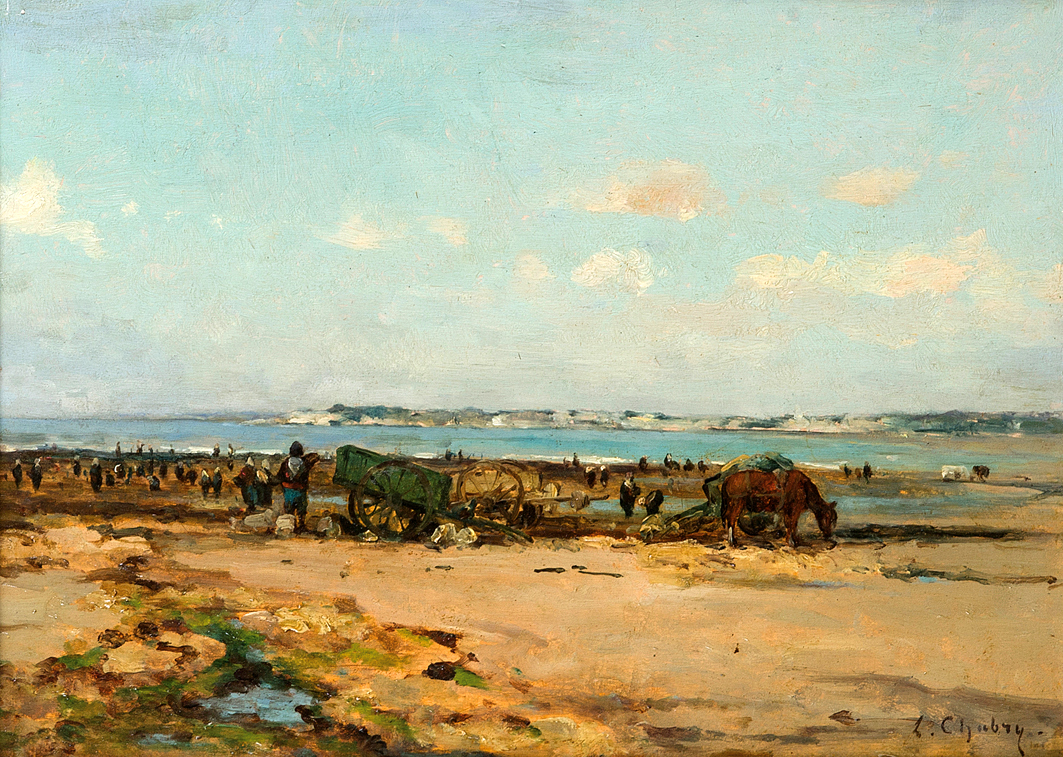

Paysages
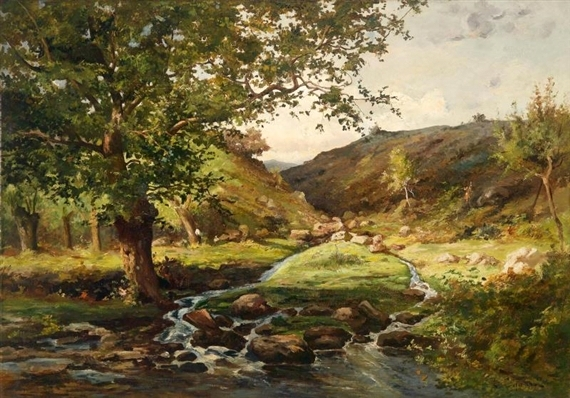
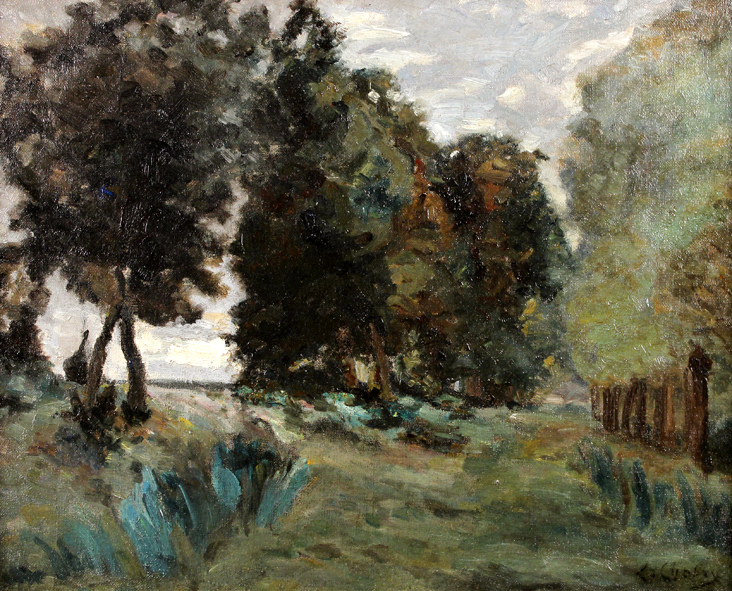
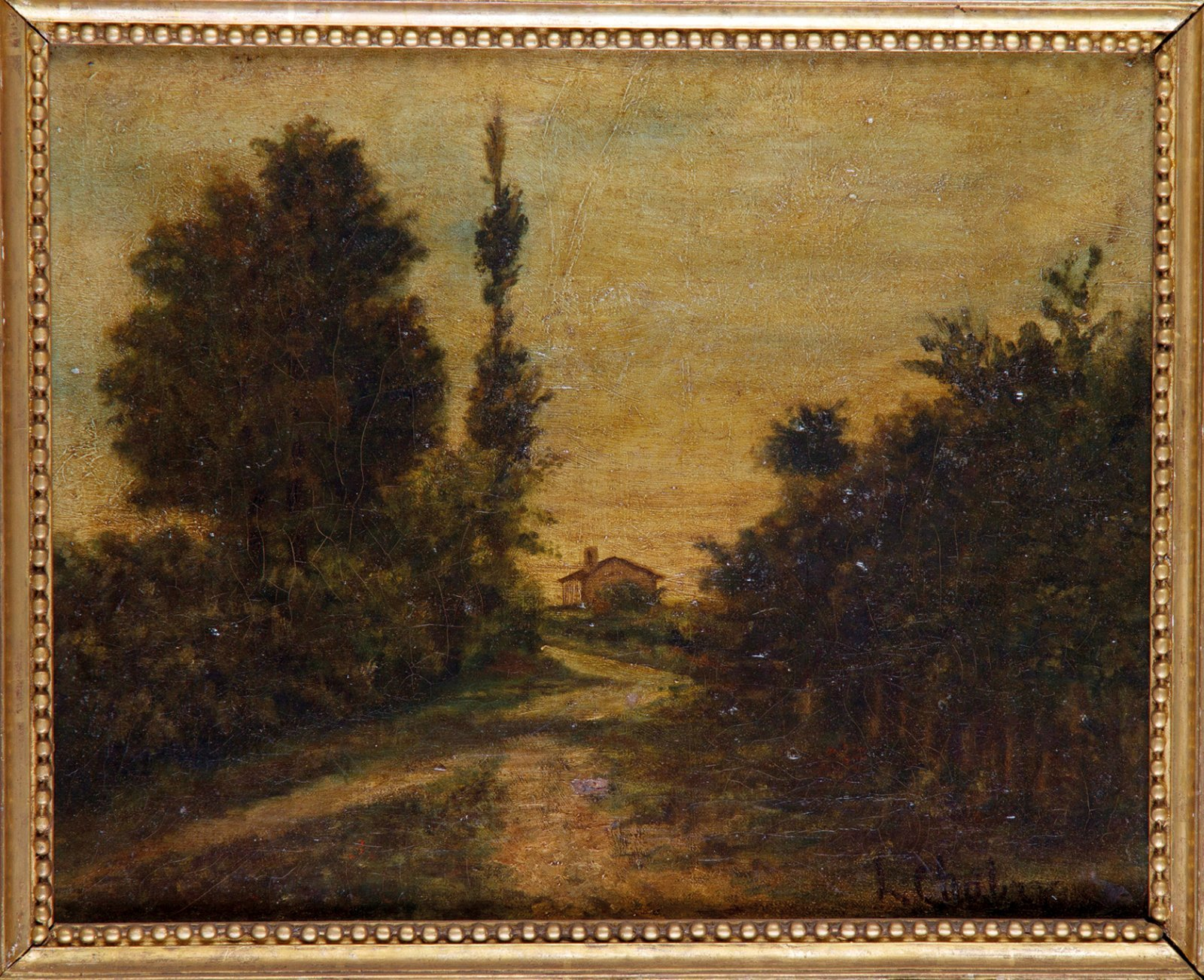

Campagne
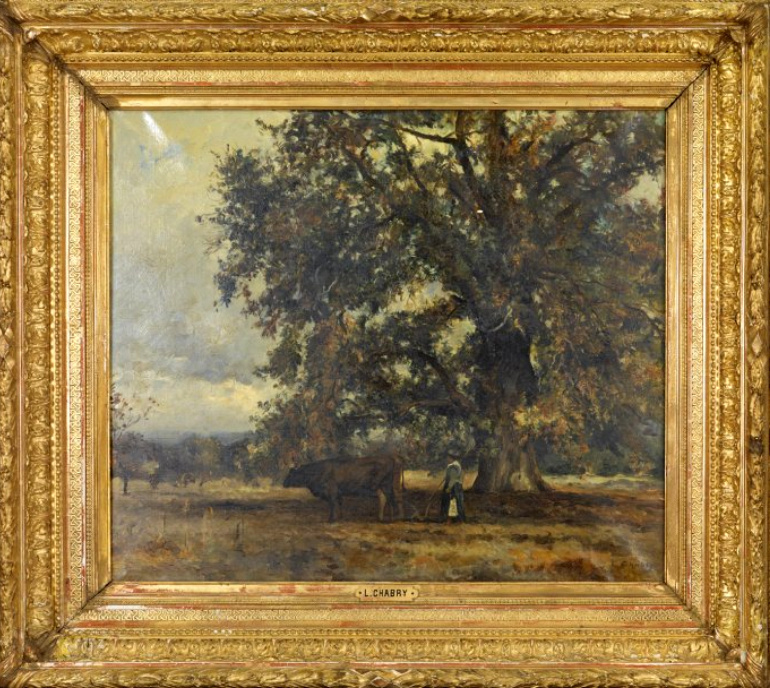
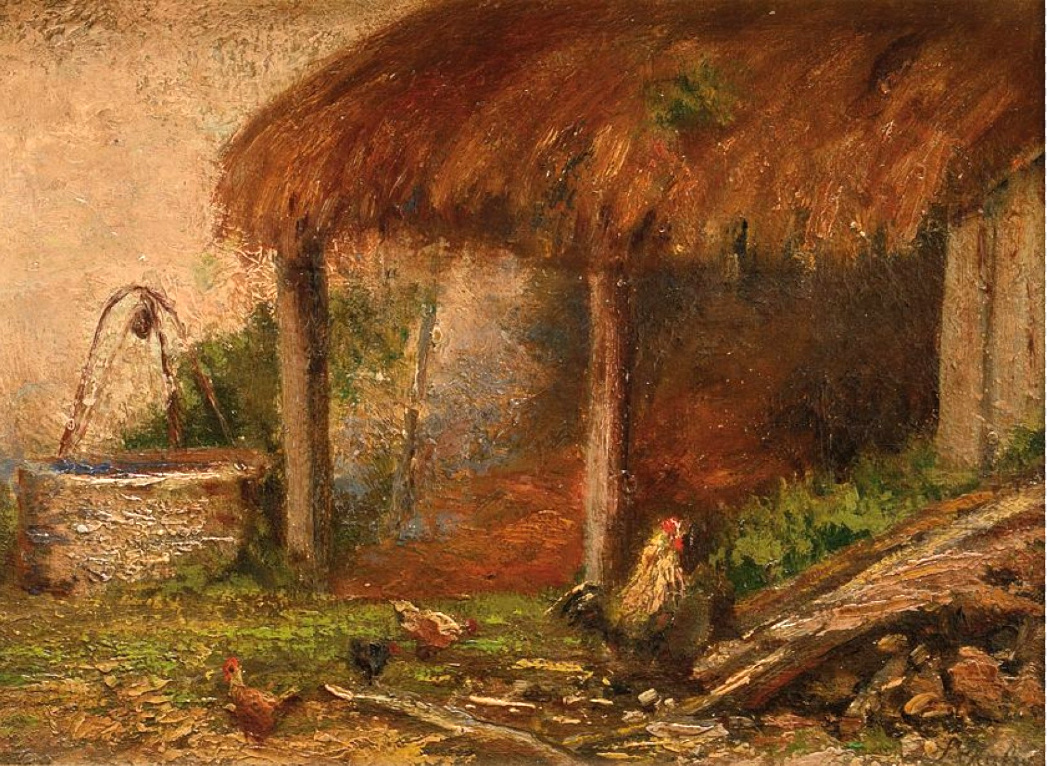
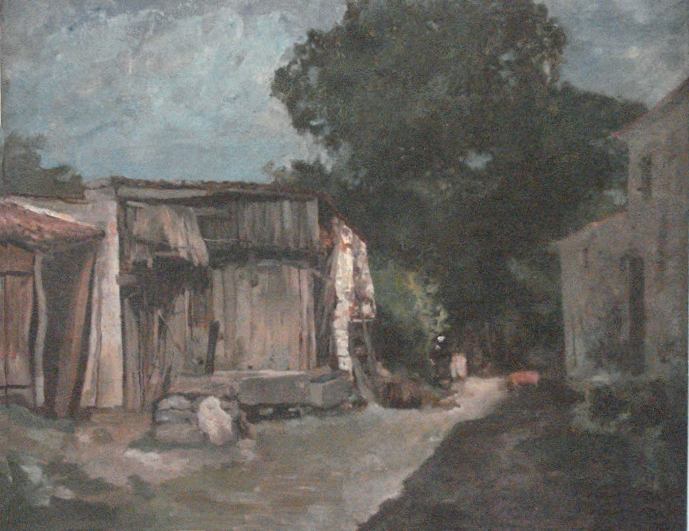